# Ehlersia mexicana
Ehlersia mexicana är en ringmaskart som beskrevs av Rioja 1960. Ehlersia mexicana ingår i släktet Ehlersia och familjen Syllidae. Inga underarter finns listade i Catalogue of Life.